# Alianza Democrática Tricolor
La Alianza Democrática Tricolor (ADT) fue una coalición política que apoyó al candidato Fernando Lugo para la presidencia del Paraguay, en las elecciones generales realizadas el 20 de abril de 2008.
Sin embargo presentó candidatos a diputados, concejales departamentales, senadores y gobernadores en todos los Departamentos. Utilizó la Lista Nª 3 y el Color Verde que fueron cedidos por el PRF.
Estuvo compuesto por varios partidos, entre ellos algunos históricos como el Partido Revolucionario Febrerista (PRF) y el Partido Demócrata Cristiano (PDC),también lo integraron diversos movimientos policos y sociales.

## Acta de Constitución de la Alianza Democrática Tricolor

### Preámbulo
Asunción, 4 de octubre de 2007
Las organizaciones políticas paraguayas integrantes de la Alianza Democrática “Tricolor”, que apoyan la candidatura presidencial de la Alianza Patriótica para el Cambio, evocando los ilustres nombres de nuestros próceres y héroes, de los varones, mujeres y niños enteros que defendieron nuestra Patria; y de los mártires de la resistencia contra la dictadura; y asumiendo nuestro rol de Vanguardia Patriótica, en Cooperación y Solidaridad Fraterna, nos aprestamos a reeditar las gestas gloriosas de nuestra patria, en su histórica Línea Nacional y Popular. 

Organizamos la Alianza Democrática “Tricolor”, para luchar por la recuperación de la Independencia Política y de la soberanía paraguaya sobre todas sus riquezas; y por el Desarrollo Económico y Progreso Social; de modo tal que podamos reedificar la República Democrática Independiente de nuestros mayores, con nuestra Identidad Nacional y con una sociedad de hombres libres contrarios a toda dictadura de individuos o grupos, y coincidentes en que la democracia participativa, representativa, autogestionaria y popular, basamentada en la Justicia Social, asegura al pueblo su participación creciente en los beneficios de la riqueza y de la cultura, y garantiza la ordenada evolución hacia una sociedad justa e igualitaria, sin opresores ni oprimidos, sin explotadores ni explotados, sin privilegiados ni excluidos; sin los flagelos de la dependencia política, del subdesarrollo y de los problemas sociales.

En tal sentido, ratificamos: nuestro respeto por los valores, por la sabiduría popular o folklore, por la idiosincrasia del pueblo paraguayo, por la cultura de las comunidades indígenas y por los saberes universales; y ratificamos, también, que el campesino sin tierra es un absurdo económico, un contrasentido social y un crimen político; que la tierra, sus frutos y sus productos son de quien la trabaja y los produce; que el Derecho Obrero, el Derecho Agrario, el Derecho Cooperativo y todos los Derechos Humanos (de primera a cuarta generación) deberían ampliar y profundizar sus seguridades en beneficio a la sociedad paraguaya; y que la industrialización deberá asegurar el empleo, la salud, la educación y el bienestar general para todos los hombres y mujeres de nuestra tierra.

### Acta de Constitución ADT
El Partido Democrático Cristiano, el Partido Revolucionario Febrerista y el Movimiento de Coloradismo Histórico (Fuerza Republicana – FR), acuerdan por la presente suscribir esta Acta de Constitución, a fin de construir un polo progresista, que sustente al Gobierno de la “Alianza Patriótica para el Cambio”, desde el Poder Legislativo y las diversas instituciones del Estado, enmarcados en las coincidencias de un Programa Mínimo de reiniciaciones patrióticas y humanistas en pos de los sagrados derechos de la Nación Paraguaya. Estas coincidencias mínimas son:
Propuestas de Gobierno
1- Respeto y Vigencia de los DD.HH, como política de Estado.

2- Recuperación de la Soberanía territorial, cultural y energética y de los bienes mal habidos.

3- Defensa, desarrollo y garantía para el capital productivo. Fomento del Sistema Cooperativo.

4- Reactivación económica con generación de empleo y enfoque de equidad.

5- Justicia Social a partir de la igualdad de oportunidades y equitativa distribución de las riquezas de esta tierra, con énfasis en los grupos sociales vulnerables.

6- Recuperación Institucional de la República. Fin de la impunidad y combate frontal a la corrupción generalizada.

7- Reforma Agraria Integral que democratice al acceso de todos a la tendencia de la tierra, con especial dedicación al desarrollo agro-industrial; apertura de nuevos mercados y sostenibilidad ambiental.

8- Vigencia plena del Estado Social de Derecho con Independencia de los Poderes, acentuando en el reinado de una Justicia Independiente, que garantice la Seguridad Jurídica y la Igualdad ante la Ley, para todos los habitantes de nuestro territorio.

9- Estabilidad y Profesionalización de la función publica.

10- Universalización del Seguro Social. 

11- Reinserción del Paraguay en el Concierto Internacional de la Naciones, estableciendo relaciones con todos los Países, sin distinción alguna, en pie de igualdad.

12- Redefinición del “Mercosur” para lograr la equidad entre los países integrantes.

13- La Paz Mundial como esencia de la convivencia humana.

14- Reforma de la Constitución Nacional que permita devolver el derecho ciudadano de votar y ser votado al compatriota residente en el extranjero y otras modificaciones necesarias; votando al compatriota residente en el extranjero y otras modificaciones necesarias.

15- Sostener el liderazgo aglutinante de Fernando Lugo Méndez como factor de unidad nacional en la Presidencia de la República y un ciudadano del PLRA en la Vice-Presidencia.

Este acuerdo, entre las tres partes que suscriben, tiene además la intención de unificar, en la medida de o posible, las candidaturas (de Senadores, Diputados, Gobernadores, Juntas Departamentales y Parlasur) a fin de proveerle a la Presidencia de Fernando Lugo Méndez un firme soporte parlamentario y gubernamental. Esta “Alianza Democrática Tricolor” deja en claro la posibilidad de sumar en ella a otras Organizaciones Políticas e individuales que considere por unanimidad de las tres Instituciones componentes, con iguales prerrogativas en derechos y obligaciones. Así mismo se estipula como lugares de reunión, los locales de las partes firmantes, en forma rotatoria, al igual que la Coordinación de este espacio.

Con respecto al Régimen Económico, se establecerá en una agenda posterior, el régimen de participación, tanto en los gastos de campaña, como en los subsidios y aportes estatales a las campañas.

En conformidad con todo lo arriba estipulado, y con acuerdo de las respectivas Conducciones Políticas de cada una de las Organizaciones que suscriben, firman en 3(tres) ejemplares y un mismo tenor:
Por el PRF: Nils Candia, Edgar Ferreira, Pabla Covis

Por el PDC: Gerardo Rolón Pose, Pablo González M., Alba Espínola de Cristaldo

## Miembros de la ADT
Partidos:
- Partido Revolucionario Febrerista (PRF) - Pdte: Nils Candia Gini
- Partido Demócrata Cristiano (PDC) - Pdte: Gerardo Rolón Pose
- Partido Socialista Paraguayo (PSP)

Movimientos:
- Acuerdo Ecológico - Liderado por Martín Almada
- Mideluja
- Tayi
- Ñembyaty Guaraní
- Tekove Pyahu
- Patrimonio Guarani
- Coordinadora de Mujeres Py.